# Nicholsina usta usta
Nicholsina usta usta is een ondersoort van de straalvinnige vissen uit de familie van de papegaaivissen (Scaridae). De wetenschappelijke naam van de soort is voor het eerst geldig gepubliceerd in 1840 door Valenciennes.